# Álmok nyomában
Az Álmok nyomában (eredeti cím: Chasing Dreams) 1982-ben készült amerikai sportdráma Therese Conte és Sean Roche rendezésében, David G. Brown főszereplésével. A történet egy tizenéves fiúról szól, aki egy farmon nőtt fel, majd felfedezi, hogy kiváló tehetséggel rendelkezik a baseballban. A film leginkább Kevin Costner kis szerepéről emlékezetes, aki a főhős idősebb testvérét alakítja.  
Az Amerikai Egyesült Államokban kizárólag VHS-en jelent meg 1989 májusában, Magyarországon lakossági forgalmazásban nem került kiadásra, a Cinemax tévécsatorna viszont több alkalommal műsorára tűzte.  

## Történet
Minden gyerek számára, aki koszt dörzsölt a kesztyűjébe, és rágja a rágógumit, mint a dohányt, a nagybajnoki baseball iránti rajongás egy életre megmarad. Hogy valaki a lelátón vagy a pályán köt ki, tehetségétől, a véletlentől és az elszántságától függ. Ez egy olyan játék, amely sok görbét dob, és néha egy másik ember bátorságára van szükség ahhoz, hogy a játékos saját álma megmaradjon.
Gavin (David G. Brown), egy kisvárosi tanyasi fiú élete fordulópontjához érkezett. Kövesse bátyja és példaképe, Ed (Kevin Costner) nyomdokait aki profi baseball-játékos, vagy folytassa tovább szülei farmján, ahol segítsége elengedhetetlen. Legnagyobb rajongója bénult kisöccse, Ben (Matt Clark), aki morális támogatást nyújt számára a farm és az egyetem nyomásaival szemben. Miután egy baseball edző (Don Margolin) rábeszéli, hogy játsszon, egy kis megnyugvást talál a sportban, és végül kitűnik benne. Egy nap az edzés során lehetőséget kap az ütésre, és kiüti a labdát a pályáról. Testvérei tudják, hogy megvan benne, ami kell ahhoz, hogy eljusson a profi baseball bajnokságba, és ezt az új edzője is így látja. Csak a lelkes bátorításukra és hitükre van szükség ahhoz, hogy Gavin a legjobbját nyújtsa a baseballpályán.

## Szereplők
| Színész         | Szerep       |
| --------------- | ------------ |
| David G. Brown  | Gavin        |
| John Fife       | Parks        |
| Jim Shane       | apa          |
| Claudia Carroll | anya         |
| Matt Clark      | Ben          |
| Cecilea Bennett | Pam          |
| Kelly McCarthy  | Cindy        |
| Lisa Kingston   | Sue          |
| Don Margolin    | Stevens edző |
| Kevin Costner   | Ed           |